# عشقین قلی‌اف
عشقین قلی‌اف (انگلیسی: Eshgin Guliyev؛ زادهٔ ۱۱ دسامبر ۱۹۹۰) بازیکن فوتبال اهل جمهوری آذربایجان است.
از باشگاه‌هایی که در آن بازی کرده‌است می‌توان به باشگاه فوتبال نفتچی باکو، باشگاه فوتبال قره‌داغ لوکباتان، باشگاه فوتبال آب‌شوران، باشگاه فوتبال ارس-نخجوان، و باشگاه فوتبال سومقاییت اشاره کرد.
وی همچنین در تیم‌های ملی فوتبال زیر ۱۷ سال جمهوری آذربایجان، زیر ۱۹ سال جمهوری آذربایجان، زیر ۲۱ سال جمهوری آذربایجان، و جمهوری آذربایجان بازی کرده‌است.